# Zdeněk Potužil
Zdeněk Potužil (25. srpna 1947 Praha – 14. srpna 2023) byl český televizní a divadelní režisér, scenárista, dramaturg, spisovatel a divadelní organizátor.

## Kariéra
Vyučený radiomechanik (1962–1965), po maturitě na SPŠ elektrotechnické (1965–1969) vystudoval DAMU – obor Organizace a správa divadel (1969–1974).
1967 začal v litvínovském Docela malém divadle Miroslava Kováříka jako osvětlovač a technik.
V roce 1969 zakládá společně s Miki Jelínkem a Petrem Matějů Divadlo na okraji, v němž působil jako umělecký vedoucí, dramaturg a režisér do roku 1987 (zhruba 70 divadelních inscenací). Původně amatérský soubor se v roce 1974 profesionalizoval a stal se jedním z předních českých netradičních divadel.
V letech 1988–1989 byl členem Volného spojení režisérů (s Lucií Bělohradskou, Janem Bornou a Janem Uhrinem), 1989–1994 režisérem Činoherního studia v Ústí n/L, 1994–2004 uměleckým šéfem (od 1996) a režisérem Divadla Rokoko, scény Městských divadel pražských.
Režíroval i ve švédském Linköpingu.
V televizi od roku 1980 téměř 500 režií a scénářů (od chvilek poezie po televizní inscenace, filmy, dokumenty a publicistiku). Řadu publicistických pořadů natočil ve společnosti Febio.
V letech 1974–1991 byl dramaturgem a vedoucím malostranského divadelního klubu USM Rubín.
V roce 1980 Cena ÚV SSM za uměleckou tvorbu.
V srpnu 2011 obnovil divadlo na okraji (s malým d a novým souborem).
Na podzim roku 2014 vydal knihu (sborník) pod názvem „Život je krátký jak prásknutí bičem“.

## Osobní život
Jeho rodiči jsou JUDr. PhDr. František Potužil, Csc., právník a sociolog (1912–1996) a Danica Potužilová (rozená Bednářová), kloboučnice, v domácnosti, dělnice, sekretářka (1912–1997).
Od roku 2007 žil Potužil v registrovaném partnerském svazku.

## Divadlo (výběr)

### Divadlo na okraji
- Zpěvy Maldororovy (Comte de Lautréamont)
- Dvanáct (A. Blok)
- Stopy jdou ke mně (B. Reynek)
- Máj (K. H. Mácha)
- Knedlíkové radosti (V. Páral)
- Labuť, která škrtí (N. Leskov)
- Postřižiny (B. Hrabal)
- Kuře na rožni (J. Šotola)
- Švejci (J. Hašek)
- Návod, jak hledat zlato (J. London)
- Cesty (společný projekt s Divadlem na provázku, Hanáckým divadlem a Studiem Y)
- Faust (J. W. Goethe)
- Důvěřivé smlouvání s osudem (M. Jelínek, Z. Potužil)

### Divadlo Rokoko
- Katova píseň (N. Mailer)
- Querelle z Brestu (J. Genet)
- Tajný deník Adriana Krtka (S. Townsendová)
- Romeo a Julie (W. Shakespeare)
- Veřejný deník Olina Houbičky (O. Houbička)
- Na dotek (P. Marber)
- V hodině rysa (P. Enquist)

## Televize (výběr)

### ČST a ČT
- Labyrint světa (W. Osiatyński)
- Faust (J. W. Goethe)
- Nebe, peklo, ráj (Z. Salivarová)
- Thanathea (I. Diviš)
- Franz a Felice (I. Klíma)
- Modrý Mauritius (J. Kašová)
- Cykly Lapidárium, Zpověď, Velký vůz, Rozhovory, Knižní svět

### Febio
- Cykly Gen, Zblízka, Jak se žije...